# Петра Майдич
Петра Майдич (на словенски: Petra Majdič) е словенска ски бегачка, бронзова медалистка от Олимпиадата във Ванкувър през 2010 година и сребърна медалистка от Световното първенство по ски северни дисциплини през 2007 година в Сапоро.

## Участие в Световната купа
Петра Майдич дебютира за Световната купа през януари 1999 година. От тогава до края на сезон 2009/2010 има 169 старта, сред които 15 победи и общо 31 класирания сред първите три. Печели и финалът на Световната купа през 2009 година в Стокхолм. Има и четири победи в Тур дьо Ски. От сезон 2005/06 неизменно завършва сред първите десет в генералното класиране. През 2008/09 завършва втора, а през 2009/10 — трета. Шампионка е в спринта за сезоните 2007/08 и 2008/09. 

## На световни първенства
Майдич участва на всичките шест световни първенства по ски северни дисциплини от 1999 до 2009 година – в Рамзау (1999), Лахти (2001), Вал ди Фиеме (2003), Оберсдорф (2005), Сапоро (2007) и Либерец (2009). Най-големият ѝ успех е сребърният медал в спринта в класически стил през 2007 г. в Сапоро. В шест от 17-те старта, в които участва се класира сред първите десет, като първото ѝ класиране сред първите десет е от Вал ди Фиеме през 2003 г. 

## На зимни олимпийски игри
Майдич участва на три олимпийски игри – в Солт Лейк Сити (2002), Торино (2006) и Ванкувър (2010). 
В Солт Лейк Сити участва в състезанията на 10 км и 30 км. класически стил, 5+5 км смесено преследване, в щафетата при жените, като завършва съответно на 8-о, 12-о, 7-о и 9-о място. 
В Торино участва в дисциплините 2 х 7,5 км смесено преследване, 10 км. класически стил, в спринта и в 30 км свободен стил, като завършва съответно на 11-о, 6-о, 8-о и 14-о място.
Във Ванкувър участва единствено в спринта на 1,5 км. класически стил, където печели бронзовия медал въпреки че пада и чупи четири ребра преди старта. 